# Sašo Lukič
Sašo Lukič, slovenski nogometaš, * 24. april 1973.
Lukič je nekdanji profesionalni nogometaš, ki je igral na položaju vezista. V svoji karieri je igral za slovenske klube NK Branik Maribor, Olimpijo, Mura in Korotan Prevalje ter ob koncu kariere za avstrijske FC Gratkorn, Flavia Solva, SV Feldbach in Murfeld Süd. Skupno je v prvi slovenski ligi odigral 301 tekmo in dosegel 13 golov. Z Mariborom je osvojil slovenski pokal v letih 1992 in 1994. Med letoma 1992 in 1995 je odigral šest tekem za slovensko reprezentanco do 21 let.